# Lytta comans
Lytta comans är en skalbaggsart som beskrevs av Nils Sten Edvard Selander 1960. Lytta comans ingår i släktet Lytta och familjen oljebaggar. Inga underarter finns listade i Catalogue of Life.